# Екібастузький сільський округ
Екібасту́зький сільський округ (каз. Екібастұз ауылдық округі, рос. Экибастузский сельский округ) — адміністративна одиниця у складі Екібастузької міської адміністрації Павлодарської області Казахстану. Адміністративний центр — село Тортуй.
Населення — 1146 осіб (2021; 1373 у 2009, 2418 у 1999, 4495 у 1989).
Станом на 1989 рік існували Екібастузька сільська рада (села Акші, Каражар, Минтамар, Тортуй, Шийлікудук) та Олентинська сільська рада (села Жартас, Карасаз, Коксіир, Тай, Талдикамис) колишнього Екібастузького району. Село Карасаз було ліквідовано 2000 року, село Шиликудук — 2001 року, село Жартас — 2012 року. 2013 року до складу округу була включена територія ліквідованого Олентинського сільського округу. Село Талдикамис було ліквідовано 2019 року.

## Склад
До складу округу входять такі населені пункти:
| Населений пункт  | Старі назви | Населення, осіб (1989) | Населення, осіб (1999) | Населення, осіб (2009) | Населення, осіб (2021) |
| ---------------- | ----------- | ---------------------- | ---------------------- | ---------------------- | ---------------------- |
| Акші, село       | -           | 444                    | 130                    | 56                     | 38                     |
| Жартас, село     | -           | 235                    | 107                    | 15                     | -                      |
| Каражар, село    | -           | 216                    | 108                    | 76                     | 76                     |
| Карасаз, село    | -           | 86                     | 39                     | -                      | -                      |
| Коксіир, село    | -           | 170                    | 131                    | 81                     | 104                    |
| Минтамир, село   | Минтамар    | 344                    | 223                    | 148                    | 130                    |
| Тай, село        | -           | 1175                   | 673                    | 390                    | 285                    |
| Талдикамис, село | -           | 175                    | 74                     | 41                     | -                      |
| Тортуй, село     | -           | 1459                   | 840                    | 566                    | 513                    |
| Шиликудук, село  | Шийлікудук  | 191                    | 93                     | -                      | -                      |